# Guadalmez
Guadalmez è un comune spagnolo di 813 abitanti situato nella comunità autonoma di Castiglia-La Mancia.